# Фернандес-Араос, Клаудио
Клаудио Фернандес-Араос — (исп. Claudio Fernández-Aráoz) — аргентинский эксперт в области подбора кадров и автор книг о подборе персонала. Журнал Businessweek назвал Араоса одним из наиболее влиятельных экспертов по подбору топ-менеджеров в мире.

## Биография
Фернандес-Араос получил степень магистра индустриальной инженерии в Папском католическом университете Аргентины, который он окончил с золотой медалью. Затем он получил степень MBA в Стэнфордском университете.
C 1986 года Фернандес-Араос работает в компании Egon Zehnder, занимающейся подбором топ-менеджеров в 40 странах мира.
До работы в Egon Zehnder Фернандес-Араос работал в консалтинговой компании McKinsey & Company.
Фернандес-Араос — автор двух книг о подборе персонала. Он пишет статьи для бизнес изданий Harvard Business Review и MIT Sloan Management Review.
Книга Фернандес-Араоса Выбор сильнейших получила высокую оценку таких экспертов в области менеджмента как Джеймс «Джим» Коллинз, Джон Фрэнсис «Джек» Уэлч-младшийи и Дэниел Гоулман.

## Избранные публикаци
- It’s Not the How or the What but the Who (Harvard Business Press, 2014)
- Great People Decisions (Wiley, 2007)
- 21st Century Talent Spotting (Harvard Business Review, 2014)

В переводе на русский язык:
- Фернандес-Араос, Клаудио. Окружи себя лучшими (Манн, Иванов и Фербер, 2016)
- Фернандес-Араос, Клаудио. Выбор сильнейших: как лидеру принимать главные решения о людях (Манн, Иванов и Фербер, 2016)